# Загоров, Славчо
Славчо Димитров Загоров (болг. Славчо Загоров; 25 ноября 1898, София, Третье Болгарское царство — 14 декабря 1970, Вена, Австрия) — болгарский политик, государственный деятель, дипломат, экономист, статистик, педагог, профессор. Доктор наук.

## Биография
Родился в семье адвоката и политика. С отличием окончил среднюю школу, затем поступил в Берлинский университет.
В 1917 году прервал учёбу, чтобы принять участие в Первой мировой войне. После окончания войны продолжил обучение в университетах Инсбрука и Лейпцига, где защитил докторскую степень по экономическим и социальным наукам.
В 1922—1924 годах работал в Главном управлении статистики. В 1924—1942 годах — преподаватель кафедры статистики Софийского университета. В 1933—1934 годах принимал участие в программах по статистике, математике и народному хозяйству в Гарварде и Чикаго. В 1938—1939 гг.
был экспертом по статистическим исследованиям Лиги Наций.
Руководил Болгарской статистической службой с 1934 по 1942 год. Занимал пост министра торговли, промышленности и труда в правительствах Георгия Кёсеиванова и Богдана Филова, в 1942—1944 годах был послом в ранге полномочного министра Болгарии в Берлине.
После разрыва дипломатических отношений с Германией был интернирован в Баварии. После окончания войны в 1945 году в Болгарии был осуждён, так называемым, «народным судом» как «фашистский» министр и приговорён к смертной казни.
Оставшись в Германии, работал профессором статистики в Регенсбурге. В 1950—1954 годах был приглашен на работу профессором статистических исследований в Стэнфордский университет в Калифорнии, США. Издательство университета опубликовало его книгу «Сельскохозяйственная экономика придунайских стран». В 1955 году поселился в Вене, где до своей смерти в 1970 году работал профессором статистики.
Отец художницы Радки Доннелл.
Умер от инфаркта миокарда.